# Käthe Leichter
Käthe Leichter (narozena jako Marianne Katharina Pick, 20. srpen 1895, Vídeň – 17. březen 1942, Bernburg) byla rakouská socioložka, sociálně demokratická politička a novinářka.

## Život

### Rodina
Narodila se jako Marianne Katharina Pick v rodině právníka Josefa Picka, jehož otec byl textilním průmyslníkem v Čechách, a jeho manželky Charlotty, rozené Rubinstein, která pocházela z rumunské bankéřské rodiny. Její starší sestra Valerie (Vally, 1894-1982) se provdala za hudebního skladatele Karla Weigla (1881-1949). Manželé Weiglovi uprchli před nacismem do Spojených států, kde Valerie působila jako hudebnice a muzikoterapeutka.

### Vzdělání
Käthe vystudovala dívčí gymnázium ve Vídni (Beamtentöchter-Lyzeum), kde maturovala v roce 1914. Téhož roku začala studovat politickou ekonomii na Vídeňské univerzitě. Původně chtěla studovat na právnické fakultě, ale ženy byly v té době v Rakousku ještě vyloučeny ze studia práv. Ve volbě oboru studia ji ovlivnili právník a poslanec Říšské rady Julius Ofner, který byl přítelem jejích rodičů, a sociální reformátor Josef Popper-Lynkeus. Vedle studia pracovala jako vychovatelka dělnických dětí.
V roce 1917 přestoupila na univerzitu v Heidelbergu, ale v prosinci téhož roku byla na dobu války vypovězena z Německa a aby mohla v roce 1918 dokončit v Heidelbergu svůj doktorát, musela žádat o zvláštní povolení. Její dizertační práce o zahraničně-obchodních vztazích mezi Rakousko-Uherskem a Itálií získala nejvyšší ocenění.

### Manželství
V roce 1921 se provdala za levicového aktivistu Otto Leichtera, se kterým se seznámila během války ve studentském socialistickém hnutí. Narodili dva syny, Heinze, narozeného v roce 1924, a Franze, narozeného v roce 1930. Otto Leichter pracoval jako redaktor rakouských socialistických novin Die Arbeiter-Zeitung. Käthe Leichter pracovala jako funkcionářka Sociálně demokratické strany Rakouska ve vídeňské dělnické radě. V letech 1919 až 1925 pracovala jako asistentka Otto Bauera ve Státní komisi pro socializaci. Od roku 1925 až do svého odvolání v roce 1934 vedla oddělení pro ženskou práci ve Vídeňské komoře práce (Wiener Arbeiterkammer).
Pracovala především v otázkách zaměstnanosti žen včetně sluhů a pracovníků v domácnosti, zemědělských pracovníků, kteří byli často vyloučeni ze zdravotního pojištění, pojištění v nezaměstnanosti a dalších dávek. Dále se jednalo o zaměstnanost vysokoškolsky vzdělaných žen. Tuto problematiku prezentovala prostřednictvím článků v tisku, knižních publikací, kurzů, přednášek a rozhlasových pořadů. Od roku 1929 se vysílaly půlhodinové pořady „Rozhlasová hodinka pro pracující ženy“ (Radiostunde für arbeitende Frauen), které se až do roku 1933 pravidelně zabývaly tématem ženské práce. Käthe Leichter byla první ženou, která byla v roce 1932 zvolena do podnikové rady pracovní komory. Tato její práce byla přerušena rakouskou občanskou válkou v roce 1934.

### Věznění a smrt
Manželé Leihterovi se aktivně zapojovali do ilegální činnosti sociálně demokratiské strany po roce 1934. Po Anschlussu Rakouska Otto Leichter spolu se syny uprchl do Švýcarska. Pro Käthe se stala osudnou návštěva matky, se kterou se chtěla rozloučit před útěkem do Československa. Byla zatčena, následně v roce 1940 uvězněna v koncentračním táboře v Ravensbrücku. Ve vězení sepsala své paměti, které předala své přítelkyni Friedě Nödl. Byla zavražděna v Ústavu eutanazie v Bernburgu (Euthanasie-Anstalt Bernburg) dne 17. března 1942.

## Připomínka

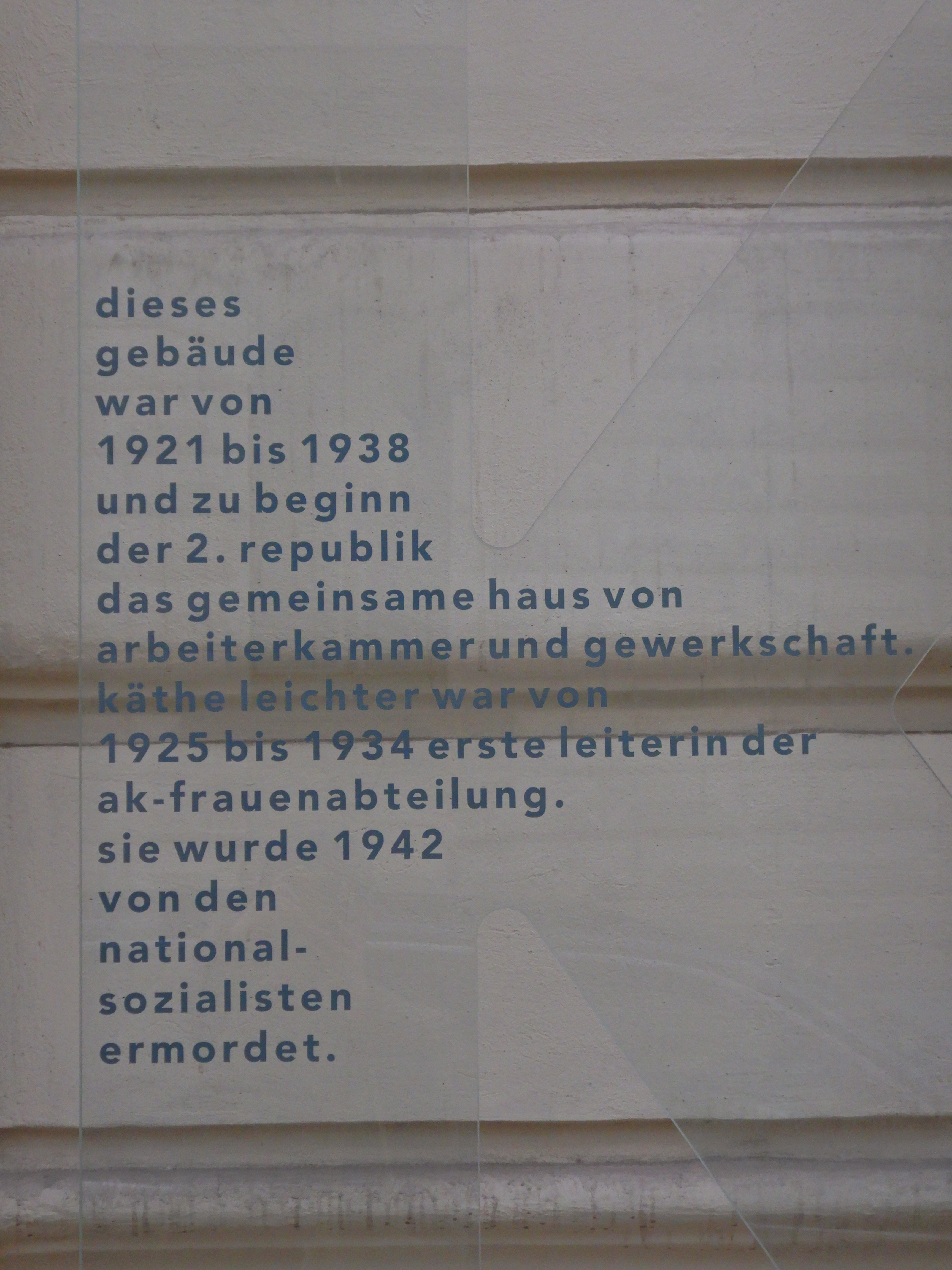
Pamětní deska na domě Ebendorferstraße 7 ve Vídni

V roce 1949 byla na jení památku pojmenována Käthe-Leichter-Gasse ve Vídni - Hietzingu.
V roce 1988 byl po ní pojmenován obytný komplex ve 13. vídeňském obvodu, Auhofstrasse 152-156.
Od roku 1991 je udílena Cena Käthe-Leichter, rakouská státní cena za historii žen v dělnickém hnutí.
V roce 2006 byla na průčelí domu bývalé kanceláře Käthe Leichter v prvním vídeňském obvodu, Ebendorferstraße 7, připevněna pamětní deska.
V roce 2013 univerzita v Heidelbergu obnovila doktorát Käthe Leichter a odsoudila jeho zrušení v roce 1939 jako „nesnesitelnou nespravedlnost“.